# 모리스 드 게랭
조르주 모리스 드 게랭 뒤 카일라(프랑스어: Georges Maurice de Guérin du Cayla, 1810년 8월 4일 ~ 1839년 7월 19일)는 프랑스의 시인이다.
누나인 문학자 우제니(E. D. Guerin) 에 의해 양육된 후 1832년 파리를 방문, 사제를 지망하고 브르타뉴에서 라므네의 종교 개혁 운동에 참가하였다. 1834년 파리에서 교직에 취임한 후, 바르베 도르빌리와 사귀고 문학에 전념하였으나 문명 (文名) 을 내지 못하였다.
가슴병으로 사망한 후에 상드에 의하여 미완성 산문시 〈인마〉가 〈양세계 평론〉지에 발표되고 다시 20년 후에는 생트 뵈브 문하에서 일기, 서간집 등이 출판됨으로써 루이 베르트랑과 함께 "근대 산문시의 창시자"로 알려지게 되었다. 그의 시는 자연과 풍경에 대하여 예민한 감각을 보인 서정적인 것이 많았다.